# Melittia doddi
Melittia doddi is een vlinder uit de familie wespvlinders (Sesiidae), onderfamilie Sesiinae.
Melittia doddi is voor het eerst wetenschappelijk beschreven door Le Cerf in 1916. De soort komt voor in het Australaziatisch gebied.